# Vetle Ravnsborg Gurigard
Vetle Ravnsborg Gurigard (* 4. Juli 1990) ist ein norwegischer Biathlet.

## Werdegang
Vetle Ravnsborg Gurigard startet für Soere Aal IL. Er tritt seit der Saison 2013/14 im IBU-Cup an, wo er bei seinem ersten Rennen in Idre als 23. sofort Punkte sammelte und einen Tag später bei einem weiteren Sprint als Achter schon die Top-Ten-Ränge erreichte. In Obertilliach lief er an der Seite von Kristoffer Skjelvik, Håvard Bogetveit und Martin Eng im Staffelrennen hinter Frankreich auf Rang zwei und erreichte damit erstmals eine Podiumsplatzierung.
National gewann Gurigard 2011 mit Rune Brattsveen, Jostein Rogstad und Øyvind Skattebo als Vertretung der Region Oppland hinter der Region Buskerud und vor dem Meister des Jahres zuvor und danach, Oslo og Akershus, den Vizemeistertitel.